# Схейр, Теодор ван дер
Теодор Корнелис ван дер Схейр (нидерл. Theodoor van der Schuer, Theodurus Verschuyr, Theodor Cornelisz van der Schuyr, Theodor Cornelisz van der Schuur; 1634, Гаага — 1707, Гаага) — голландский рисовальщик, живописец и гравёр Золотого века голландского искусства. Мастер плафонных росписей, один из основателей «Братства живописцев» и Aкадемии рисования в Гааге.

## Биография
Теодор родился в Гааге, в семье Корнелиса Гертса ван дер Схейра и Билитген Диркс Бейен. Крещён 16 июня 1634 года в Клостеркерк; в записях о крещении не указано ни имя матери, ни имя ребёнка.
С 1651 года Теодор ван дер Схейр был учеником и помощников французского художника эпохи барокко Себастьяна Бурдона, с которым он в 1652 году совершил поездку в Швецию. В 1661—1663 годах состоял на службе у королевы Швеции Кристины. В 1661 и 1662 годах он делил жилье с гравёром Корнелисом Блумартом (вторым).
С 1661 по 1665 год Ван дер Схейр жил в Италии, в Риме стал членом общества «Перелётные птицы», или «Бент» (нидерл. bent — клуб, собрание, нидерл. Bent vogels — перелётные птицы, или нидерл. Bentvueghels — «птицы пера») — сообщество, или «братство», иностранных художников, прибывавших в католический Рим из северных стран (главным образом из Нидерландов и Германии) с целью изучения сокровищ классического искусства и совершенствования мастерства. По обычаю общества Схейр получил новое «изогнутое» имя: «Дружба» (Vrientschap).
После возвращения из Италии он стал придворным художником в Гааге.
Теодор ван дер Схейр был одним из сорока восьми художников, подписавших учредительный акт «Братства живописцев» (Confrerie Pictura) в Гааге, общества живописцев, не удовлетворённых уставом и правилами приёма в Гильдию Святого Луки.
В 1682 году он стал одним из основателей Гаагской академии рисования. Он написал одну из угловых картин на потолке Ботерваага, где собирались члены общества. Остальные угловые элементы были расписаны Даниэлем Мейтенсом (Вторым), Августином Тервестеном и Робертом Дювалем. Около 1667 года он получил крупный заказ в Маастрихте, где он украсил своды центрального зала здания Ратуши.
В Рейксмюсеуме в Амстердаме хранится полный потолок из Бинненхофа (Внутренний двор) с росписями работы Теодора ван дер Схейра 1666 года. В Муниципальном музее в Гааге находится потолочная роспись 1680 года, изображающая «Триумф Геракла». Потолок Тревесзала, также находящегося в Гааге, также расписан ван дер Схейром и посвящен теме «Единство семи провинций». В Лейдене ван дер Схейр создал несколько картин для комнаты куратора в здании Академии. «Око правосудия» (также из потолочного декора) находится в коллекции Метрополитен-музея в Нью-Йорке.
Учениками Теодора ван дер Схейра были Рихард ван Блик, Ян Хендрик Брандон, Корнелис де Брюйн, Франсуа Маннес, Хендрик Нилант, Авраам Остхорн и Корнелис ван дер Сальм.

## Галерея
- Роспись плафона Большого зала Ратуши в Маастрихте. Ок. 1705
- Деталь росписи плафона. Между 1666 и 1695. Дерево, масло. Рейксмюсеум, Амстердам
- Детали росписи плафона. Между 1666 и 1695. Дерево, масло. Рейксмюсеум, Амстердам
- Двойное правление. 1704—1705. Парные картины. Ратуша, Маастрихт
- Портрет Амеуса ван дер Шуера. Ок. 1702. Холст, масло. Коллекция национального агентства культурного наследия Нидерландов